# Священний сенот

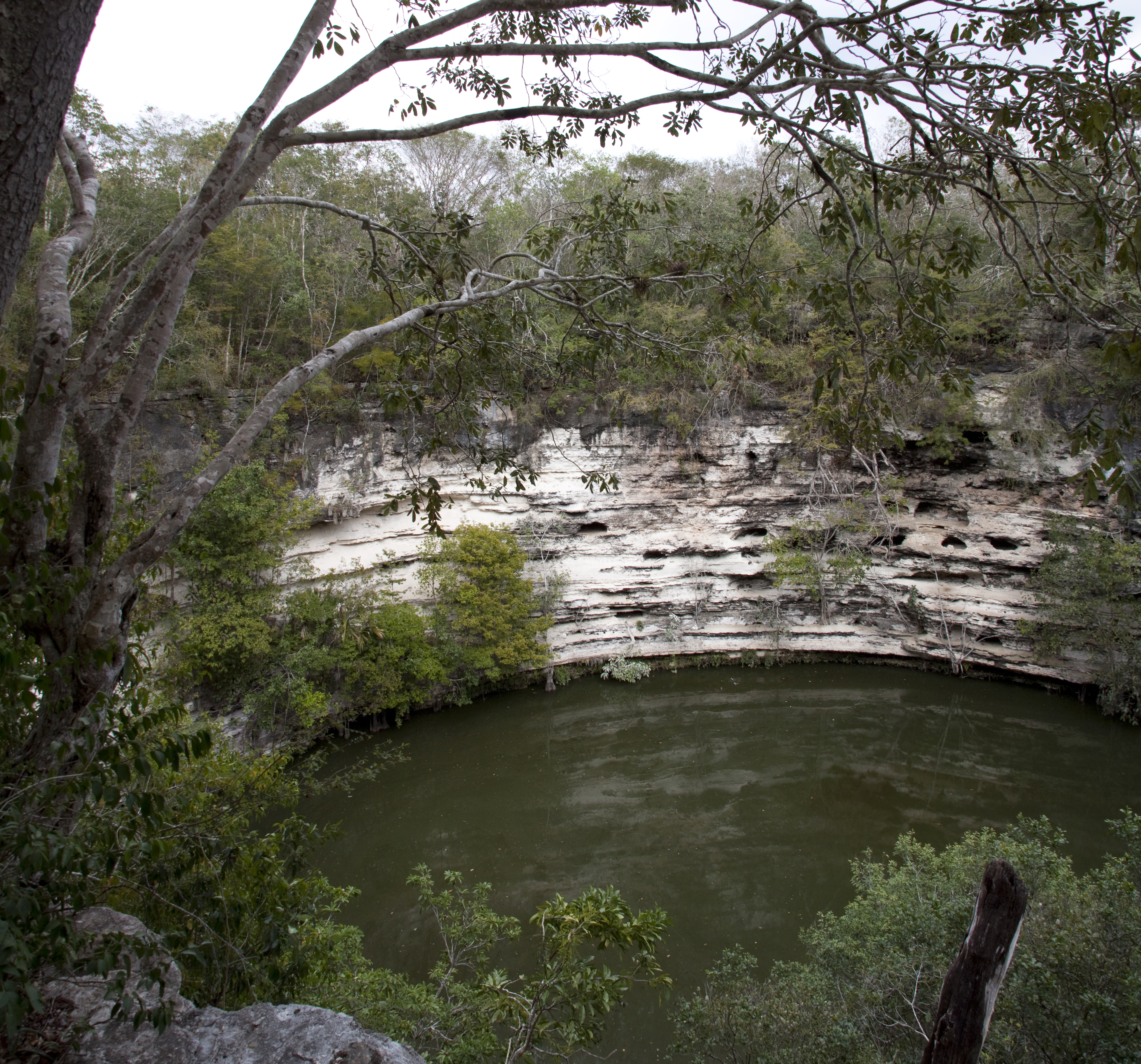
Священний сенот

Священний сенот — природний колодязь (сенот) поблизу руїн юкатанського міста Чичен-Іца, поєднаний з яким за допомогою дороги-сакбе. Був частиною важливого для маянського суспільства ритуалу в доколоніальну епоху. Інша назва «Сенот (або колодязь) Жертв».

## Опис
Має вигляд велетенської круглої воронки діаметром понад 60 метрів. Її прямовисні стіни, складені з пластів вапняку, круто обриваються униз, до темно-зеленої води. Висота від краю до поверхні води відповідно до досліджень Дієго де Ланди становить 20 м, що потім підтвердилося, та 10 м глибини під трьома шарами донного мулу.

## Ритуал
На глибоке переконання мая, усередині колодязя жив бог дощу Чак. Тому існував звичай в часи посухи вибирати для нього наречену з найкрасивіших і знатних дівчат міста. Наречену одягали й прикрашали в Храмі Кукулькана і потім вели до сеноті разом з музикантами та співаками та почтом з жерців, вояків й знаті. На краю колодязя стояли невеликий храм і платформа, злегка нависала над краєм. Тут і відбувалися останні церемонії, дівчину кидали у сенот. Втім після досліджень виявилося, що скидали переважно рабів обох статей і різного віку.
Цей ритуал дослідники пов'язують з прибуттям й встановлення власної влади тольтеків, які перетворили жертвоприношення на систему. З найдальших куточків країни щорічно йшли до «Священному сеноту» тисячі паломників, щоб кинути в нього свої дари всемогутньому богові дощу Чаку, покровителю хліборобів. Правителі міста, зі свого боку, не шкодували коштів для урочистого обрамлення цієї сумної церемонії. Головний храм Чичен-Іци, присвячений богу вітру Кукулькану — «Пернатому Змію», одному з найголовніших у пантеоні мая, був звернений фасадом до колодязя і з'єднувався з ним особливою 300-метровою «Дорогий Жертв», викладеної кам'яними плитами.
Іспанські літописці XVI століття повідомляють, що останні великі жертвопринесення людей в Чичен-Іце були вироблені якраз напередодні приходу конкістадорів. Але саме місто був уже мертве принаймні протягом декількох століть.

## Дослідження
Після Дієго де Ланди, який був тут у 1549 році, опис сеноту та ритуалу надав іспанський чиновник Томас Лопес Модель у 1612 році, згадавши, що за переказами у сеноті мешкає чудовисько на вигляд наче величезний крокодил.
У 1893 та 1904 роках тут намагався вести дослідження Едвард Герберт Томсон, консул США у Меріді (Юкатан). Ще у 1885 році він знайшов згадку де ланди про священний сенот й став готуватися до його обстеження. У 1904 році завдяки застосуванню землечерпалки та водолазних костюмів він знайшов знаряддя, прикраси, вази, наконечники списів, ножі з обсидіану, чаші з нефриту, міді та золота, шматочки копала і 48 скелетів прижиттєвим віком дівчат від 14 до 20 років, 13 — дорослим чоловікам віком від 18 до 55 років, 8 — жінкам від 18 до 54, 21 — дітям 1 до 12 років. Усе це передано до Музею Пібоді при Гарвардському університеті.
Мексиканські археологи вирішили більш ретельно дослідити сенот. Щоб не пошкодити тендітні та погано збережені предмети, вирішили частково або повністю осушити сенот. У 1967 році експедиція відправилася до Чичен-Іци. В результаті відкачування та хімічного очищення було виявлено 2 різьблених дерев'яних трони чудової роботи, кілька дерев'яних відер, близько 100 глиняних глечиків і чаш різних розмірів, форм і епох, шматки тканини, золоті прикраси, вироби з нефриту, гірського кришталю, кістки, перламутру, бурштину, міді та онікса, а також кістки людей і тварин.

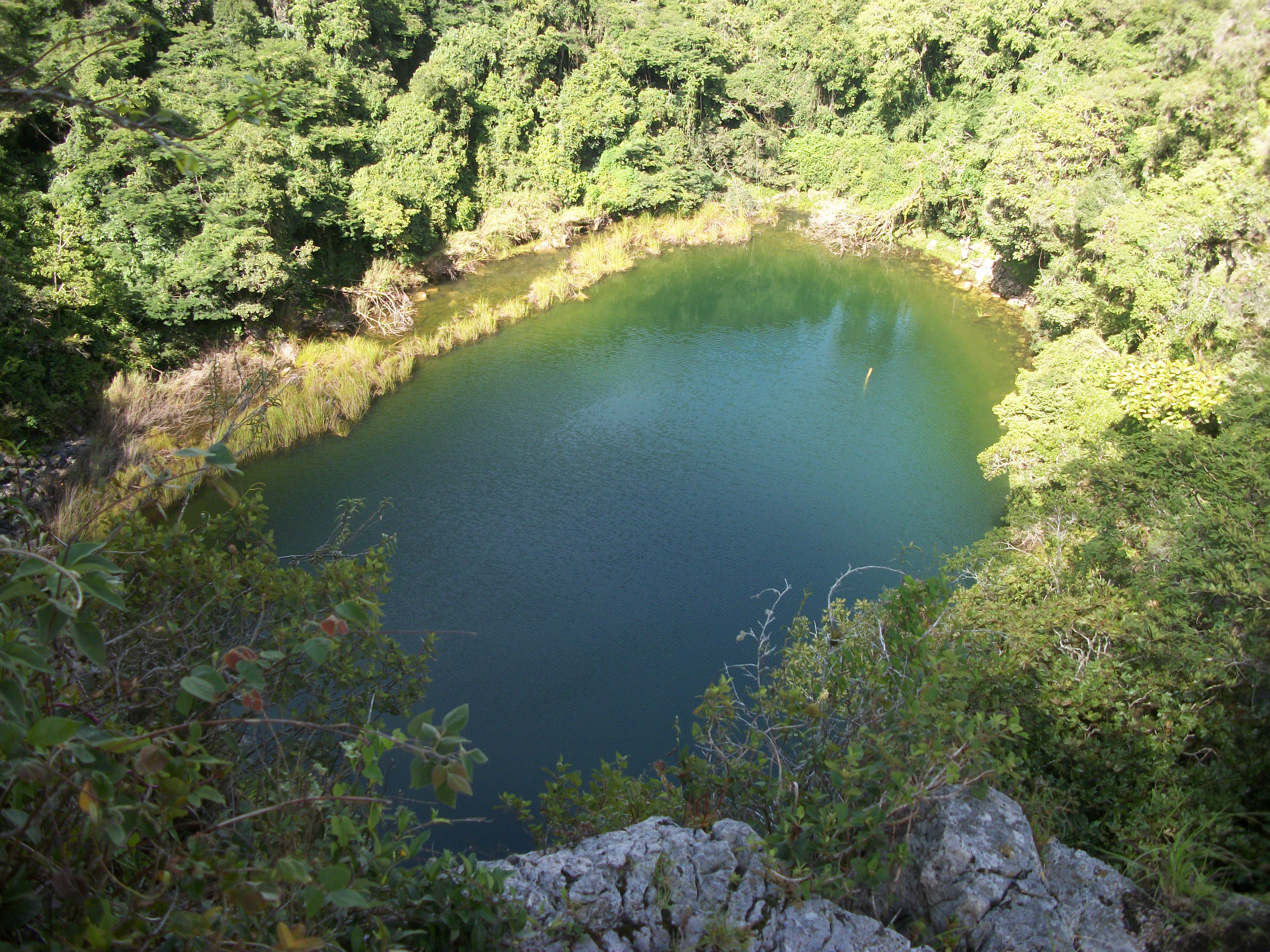
Священний сенот
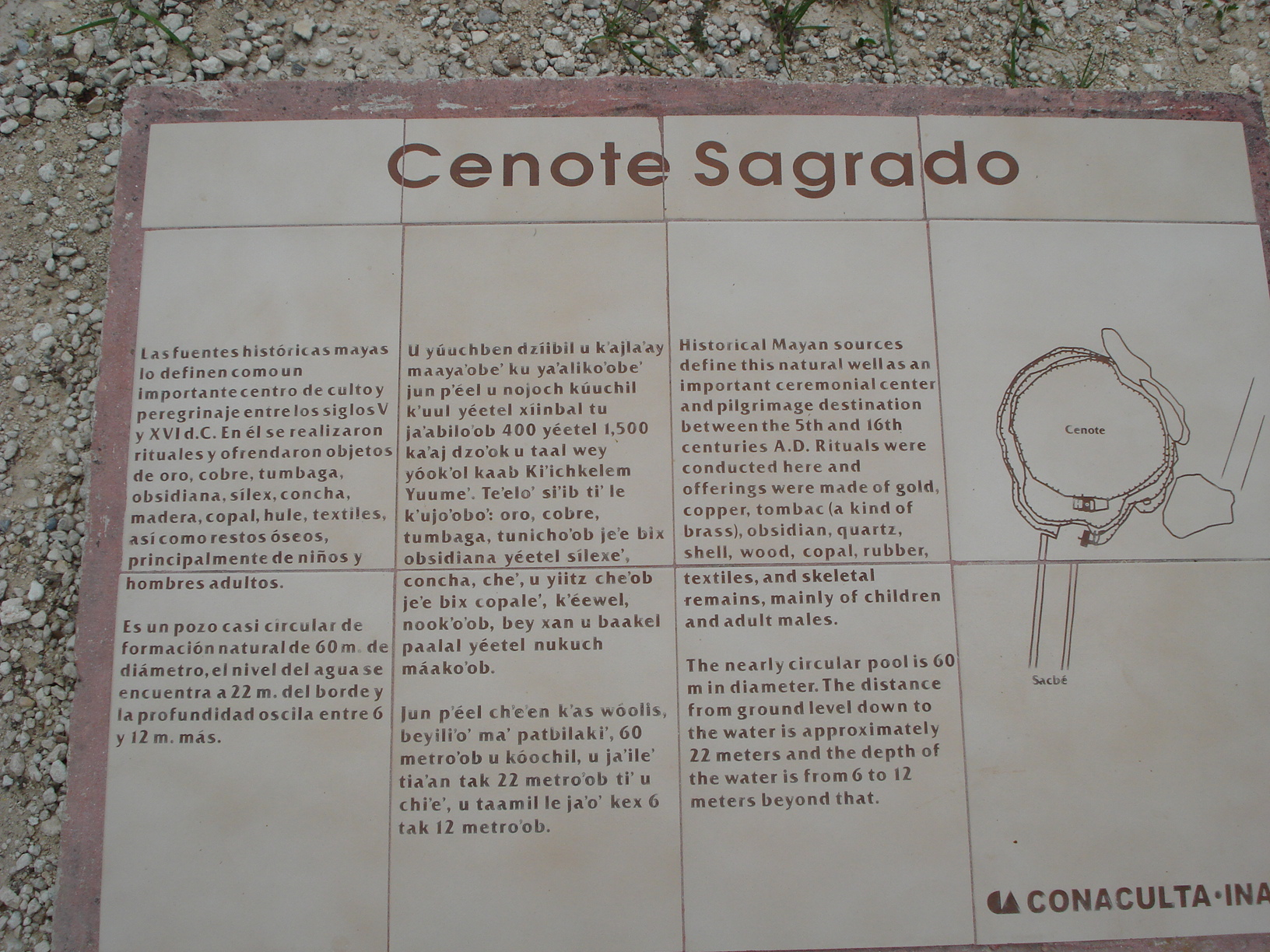
Опис Священного сеноту
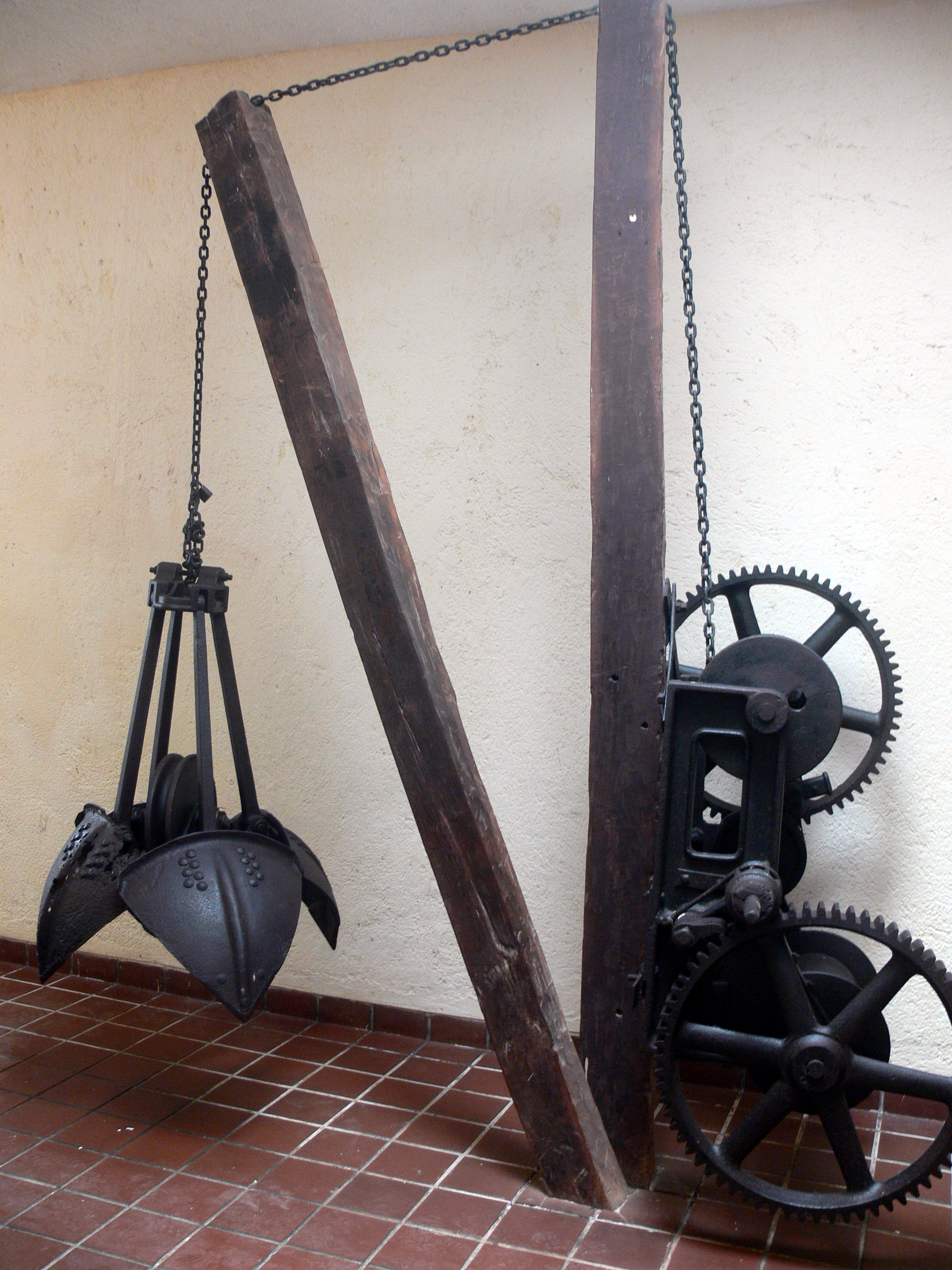
Землечерпалка Томпсона
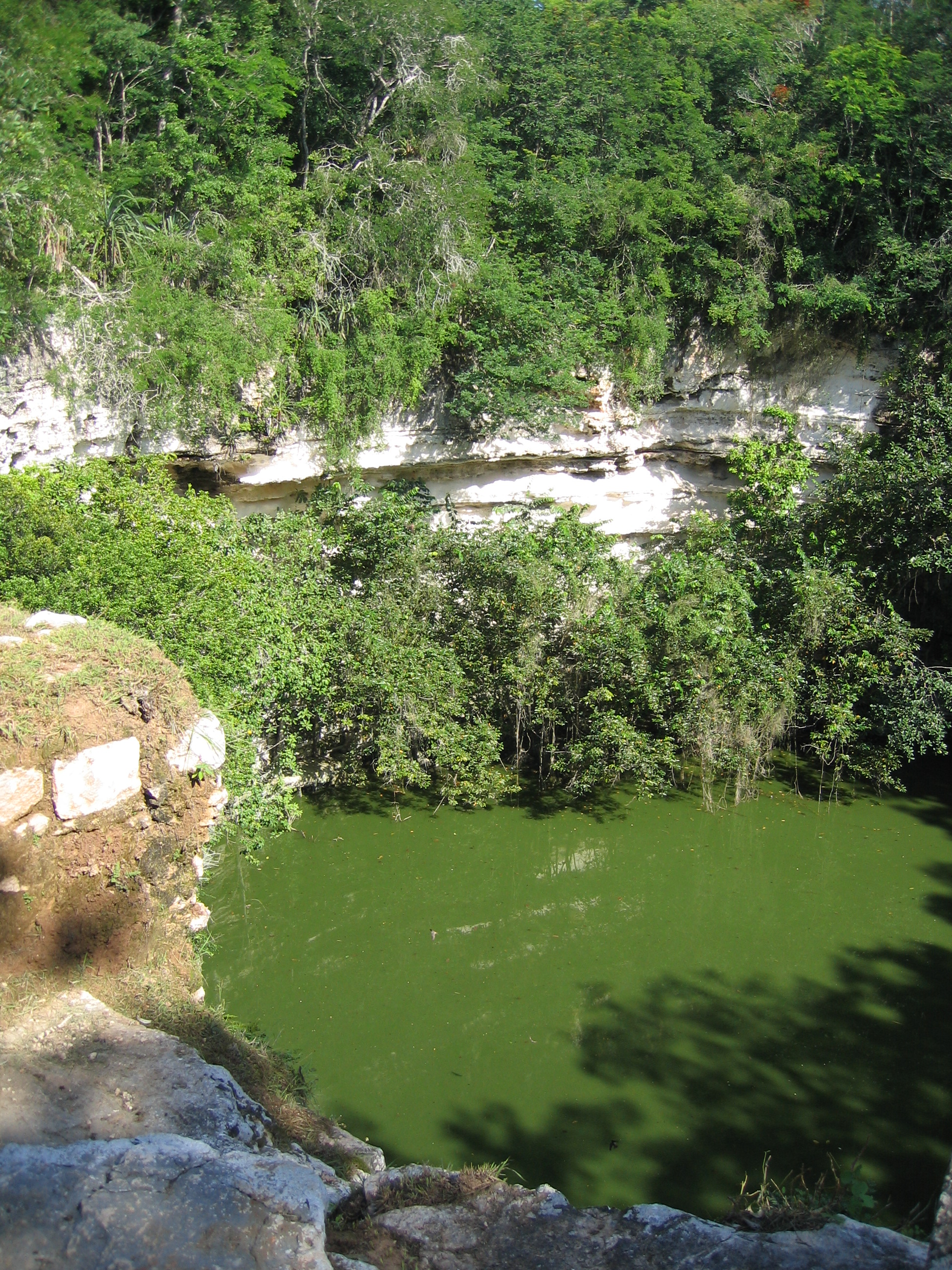
Священний сенот
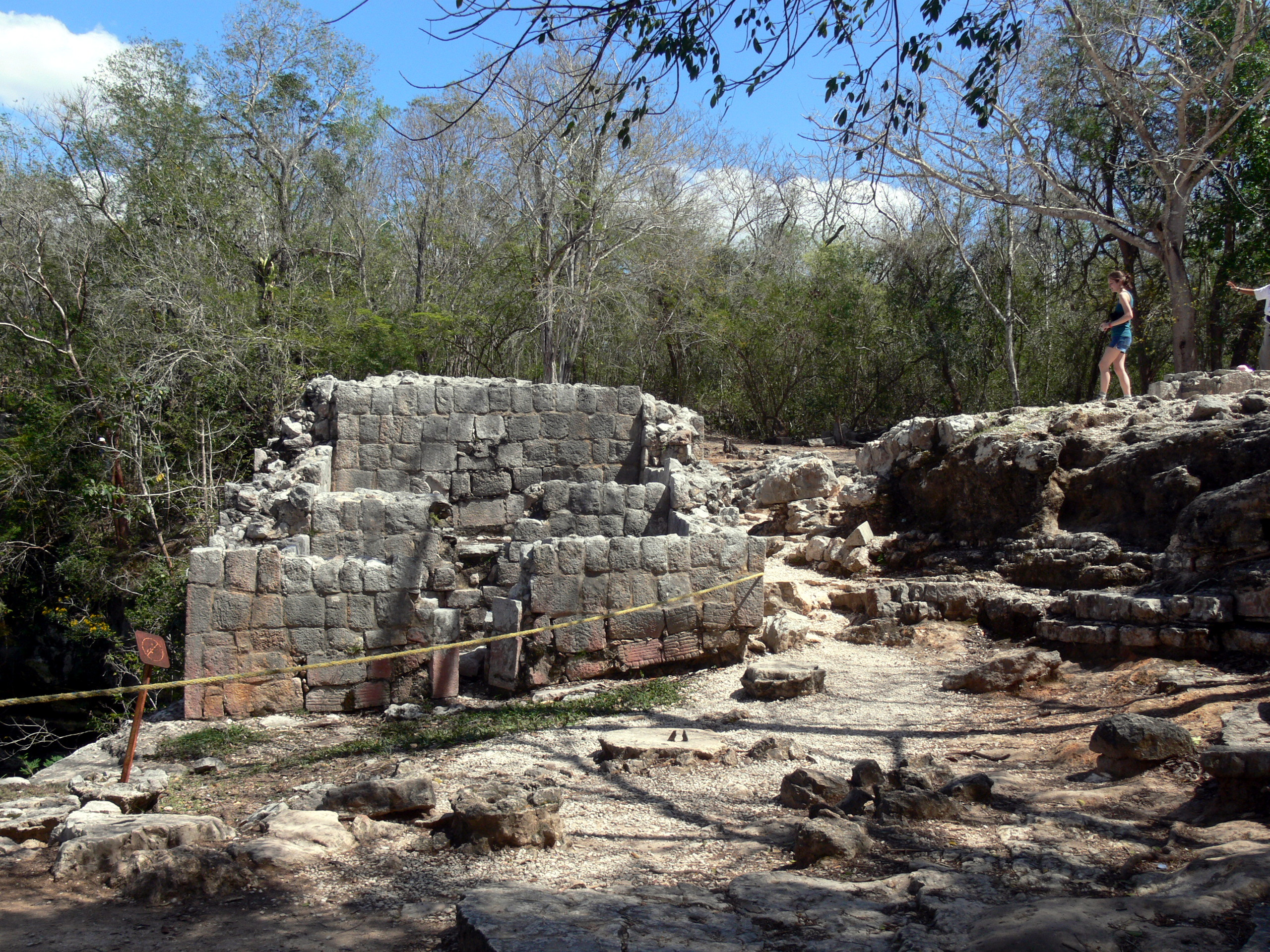
Руїни біля Священного сеноту